# Йохан Ернст IV (Саксония-Ваймар)
Йохан Ернст IV фон Саксония-Ваймар (на немски: Johann Ernst von Sachsen-Weimar; * 25 декември 1696, Ваймар; † 1 август 1715, Франкфурт на Майн) от ерснестнските Ветини, е херцог на Саксония-Ваймар и композитор.

## Живот
Син е на херцог Йохан Ернст III (1664 – 1707) и втората му съпруга Шарлота (1672 – 1738), дъщеря на ландграф Фридрих II фон Хесен-Хомбург. 
След смъртта на баща му през 1707 г. 10-годишният Йохан Ернст IV е номинално херцог на Саксония-Ваймар заедно с по-големия му поубрат Ернст Август I (1688 – 1748). Те са под опекунството на чичо им херцог Вилхелм Ернст.
Йохан Ернст следва в университета в Утрехт и през 1713 г. е изпратен на кавалерски тур. Там получава вероятно тумор на крака, който се разпространява в стомаха. Той умира на 18 години във Франкфурт на Майн и е погребан в гробницата на двореца в Бад Хомбург.
Йохан Ернст е музикално надарен. Той компонира ок. 19 концерта. Той има влияние над Йохан Себастиан Бах по времето му във Ваймар. След смъртта на Йохан Ернст концертите му са издадени от Георг Филип Телеман.
Йохан Ернст IV умира неженен и без деца.